# Oak Harbor (Washington)
Oak Harbor ist eine City auf Whidbey Island im Island County im Bundesstaat Washington. Laut US Census hatte Oak Harbor 24.622 Einwohner (Stand: 2020). Der Ort wurde am 14. Mai 1915 als „City“ eingetragen.

## Geschichte
Oak Harbor ist die größte eingetragene City auf Whidbey Island. Sie hat ihren Namen von der Garry-Eiche, von der zahlreiche Exemplare das Stadtbild schmücken. Große Wachstumsschübe bewirkten der Bau der Deception Pass Bridge, die am 31. Juli 1935 eröffnet wurde und die Eröffnung der Naval Air Station Whidbey Island am 21. September 1942.
Die Geschichte von Oak Harbor geht zurück bis in die frühen 1850er Jahre, als drei Siedler ihren Claim dort absteckten, wo sich heute Oak Harbor befindet – Martin Tafton, ein Schuhmacher aus Norwegen, C.W. Sumner aus Neuengland und Ulrich Freund, der ein ehemaliger Offizier der Schweizer Armee war. Freunds Familie besiedelt einen Teil des von ihm beanspruchten Geländes bis heute.
Wohnhäuser und Gewerbe entwickelten sich zunächst entlang der Uferlinien Oak Harbors, weil die Siedler bis ins 20. Jahrhundert vollständig vom Transport auf dem Wasserweg angewiesen waren. Über dreißig Jahre lang waren Dampfschiffe und Frachter das Verkehrsmittel, mit dem die Passagiere von der Insel auf das Festland und wieder zurück gelangten.
Zunächst kamen in den späten 1850er Jahren Iren, die vom Fischfang und der Landwirtschaft lebten. Niederländer gelangten in den 1890er Jahren nach Whidbey Island, nachdem sie vom nördlichen Mittelwesten desillusioniert waren. Nach ihrer Ankunft entstanden Kirchen, Schulen und weitere Gewerbebetriebe. Eine Highschool wurde 1906 gebaut und Oak Harbor entwickelte sich wie eine kleine ländliche Stadt, bis der Bau der Brücke und die Eröffnung der Marinebasis einen Wachstumsschub bewirkten.
Die Deception Pass Bridge – seit 1982 im National Register of Historic Places eingetragen – verbindet seit 1935 Whidbey Island mit Fidalgo Island und überspannt Canoe Pass und Deception Pass. Die Brücke ist eine der Sehenswürdigkeiten im Pazifischen Nordwesten und war ein Projekt der Public Works Administration. Sie wurde durch das Civilian Conservation Corps erbaut. Deception Pass State Park war 2004 der am zweitmeisten besuchte State Park Washingtons und verfügt über eine Fläche von 17 km².

## Geographie
Oak Harbor liegt bei 48° 18′ N, 122° 40′ W.
Nach den Angaben des United States Census Bureau hat die City eine Fläche von 23,7 km², von denen 23,6 km² auf Land entfallen; 0,1 km² oder 0,44 % der Gemarkungsfläche sind Wasser.

## Demographie
Zum Zeitpunkt des United States Census 2000 bewohnten 19.795 Personen die Stadt. Die Bevölkerungsdichte betrug 839,9 Personen pro km². Es gab 7.772 Wohneinheiten, durchschnittlich 329,8 pro km². Die Bevölkerung Oak Harbors bestand zu 74,93 % aus Weißen, 5,45 % Schwarzen oder African American, 1,22 % Native American, 9,62 % Asian, 0,77 % Pacific Islander, 2,42 % gaben an, anderen Rassen anzugehören und 5,58 % nannten zwei oder mehr Rassen. 6,61 % der Bevölkerung erklärten, Hispanos oder Latinos jeglicher Rasse zu sein.
Die Bewohner Oak Harbors verteilten sich auf 7333 Haushalte, von denen in 43,4 % Kinder unter 18 Jahren lebten. 59,0 % der Haushalte stellen Verheiratete, 9,7 % hatten einen weiblichen Haushaltsvorstand ohne Ehemann und 28,2 % bildeten keine Familien. 22,2 % der Haushalte bestanden aus Einzelpersonen und in 7,2 % aller Haushalte lebte jemand im Alter von 65 Jahren oder mehr alleine. Die durchschnittliche Haushaltsgröße betrug 2,68 und die durchschnittliche Familiengröße 3,18 Personen.
Die Stadtbevölkerung verteilte sich auf 31,6 % Minderjährige, 11,6 % 18–24-Jährige, 34,4 % 25–44-Jährige, 13,4 % 45–64-Jährige und 9,0 % im Alter von 65 Jahren oder mehr. Das Durchschnittsalter betrug 28 Jahre. Auf jeweils 100 Frauen entfielen 98,7 Männer. Bei den über 18-Jährigen entfielen auf 100 Frauen 95,2 Männer.
Das mittlere Haushaltseinkommen in Oak Harbor betrug 36.641 US-Dollar und das mittlere Familieneinkommen erreichte die Höhe von 41.579 US-Dollar. Das Durchschnittseinkommen der Männer betrug 29.498 US-Dollar, gegenüber 21.633 US-Dollar bei den Frauen. Das Pro-Kopf-Einkommen in Oak Harbor war 16.830 US-Dollar. 9,3 % der Bevölkerung und 8,1 % der Familien hatten ein Einkommen unterhalb der Armutsgrenze, davon waren 11,2 % der Minderjährigen und 5,4 % der Altersgruppe 65 Jahre und mehr betroffen.

## Söhne und Töchter der Stadt
- Patricia McPherson (* 1954), Schauspielerin und Fotomodell
- Christopher Sean (* 1985), Schauspieler und Model
- Marti Malloy (* 1986), Judoka
- Ben Tollerene (* 1986), Pokerspieler

## Politik
Aufgrund seiner geographischen Nähe zum Naval Air Station Whidbey Island hat sich Oak Harbor zu einer Hochburg der Republikanischen Partei entwickelt.